# Galtara reticulata
Galtara reticulata är en fjärilsart som beskrevs av George Francis Hampson 1909. Galtara reticulata ingår i släktet Galtara och familjen björnspinnare. Inga underarter finns listade i Catalogue of Life.